# 民族考古學
民族考古學（英語：Ethnoarchaeology）是由ethno (culture)及 archaeology組合而成，它是考古學的一分支。其內涵為探究現代原有之文化與技術來提供類推史前文化之方法。
主要是透過當代社群物質文化的研究，作為省思與考古學解釋相關的一些基本假設，即所謂的民族考古學。

## 詞源
「民族考古學」的詞源，被認為首先在美國考古學家霍克斯(Jesse Fewkes)的《圖薩揚人的遷移傳統》（Tuseyan Migration Tradition）一書中所使用，也是民族考古學家(ethno-archaeologist)這個詞語第一次作為專有名詞出現。

## 內涵
根據《民族考古學實踐》(Ethnoarchaeology in Action)，第一本從考古學角度研究民族物質文化的專書，當中揭示民族考古行動是民族考古的第一和唯一的綜合性學習，生活的文化考古學角度的民族誌研究。民族考古學的內涵包括遺址形成、生計、人工製品與風格、聚落系統、遺址與建築結構、手工生產專門化、交換與貿易、墓葬與意識形態等。
另外，根據中國考古與民族學者汪寧生著的《民族考古學論集》的定義：民族考古學，從考古學觀點對「活的社會」(living society)的研究。民族考古學家研究這樣社會的目的是進一步了解考古學發現的物質遺存，特別是在物質文化模式和社會其他方面建立系統的關係。

## 台灣民族考古分期
根據考古與人類學者陳伯楨的分期，台灣民族考古學可分為四個階段： 
1. 日治時期的民族考古學研究(1896-1949 AD) 
2. 國民政府遷臺初期(1950-1970 AD) 
3. 新考古學引入時期(1970-1980 AD))  
4. 近年民族考古學的趨勢(1980 AD-迄今) 

## 台灣民族考古學說明

### 日治時期的民族考古學研究(1896-1949)
臺灣考古學研究一般以1897年栗野傳之丞，在圓山拾得史前石器做為開端(金關丈夫、國分直一 1979a)。著名的學者有鳥居龍藏、伊能嘉矩、鹿野忠雄、移川之子藏、金關丈夫及國分直一等。當時考古都以個人探險的方式，從事小規模的考古學與民族學調查。調查地點也集中在所謂的「蕃地」，並以調查所得遺物來研究原住民族問題。

### 國民政府遷臺初期(1950-1970)
國民政府遷臺後，來台考古學者如凌純聲及衛惠林，除整理搬運來台的考古學材料外，也利用原日本學者所留下調查臺灣原住民族資料來解釋中國古史中的社稷及宗廟等社會組織的概念(凌純聲 1959，1964；衛惠林1955)。因類比對象之脈絡及時空關係造成不夠嚴謹。殊為可惜。

### 新考古學引入時期(1970-1980)
1960年代後，美國興起新的考古學風潮，其代表人物為芝加哥大學的考古學家路易斯·賓佛（Lewis Binford），他透過研究美洲現代的狩獵採集者愛斯基摩人(Eskimos)所遺留的遺物
將民族學類比的工作視為中程理論(middle-range theory)的依據。1970年代，李光周於受教當時新考古學派著名的學者Fred Plog以及John Fritz門下，返台後便引進新考古學的研究方法。利用民族學類比的方式，於墾丁國家公園進行一系列的考古學研究。

### 近年民族考古學的趨勢(1980-)
1980以後，最具有代表性的學者為陳玉美。以臺灣離島蘭嶼的達悟族為主要研究對象進行一系列的研究。涵蓋的層面有對於透過現生觀察而對考古遺物的認識、對於遺址空間的理解、物質文化變遷的情形，以及民族考古學的倫理問題等問題(陳玉美 1990a, 2007)。
另外，民族學與考古學者鍾國風對於台灣花蓮阿美族的宗教儀式與器物的關聯有所研究。其中以祭壺對於阿美族社會的象徵意義最具代表性。

### 引用
1. ↑  .   [2016-06-17]. （原始内容存档于2017-03-05）.
2. ↑  . 中國評論學術出版社.   [2016-06-17]. （原始内容存档于2016-09-19）.
3. ↑  David, Nicholas; Kramer,  Carol. . Cambridge. 2001.
4. ↑  汪寧生. . 北京: 文物出版社. 1989: 1–2.
5. ↑  陳伯楨／圖．楊政賢、王香瑜、葉長庚. . 《邊疆民族考古與 民族考古學集刊》. 2009: 26-30.
6. ↑  Lewis R. Binford. . Society for American Archaeology. 1980.
7. ↑  鍾國風. . 國立政治大學民族學系國科會研究計畫.
8. ↑  鍾國風. . 國立政治大學民族研究所學位論文.

### 書目
- Ethnoarchaeology in Action (Nicholas David & Carol Kramer) (Cambridge, 2001)
- 汪寧生．民族考古學論集－北京：文物出版社．1989
- 陳伯楨／圖．楊政賢、王香瑜、葉長庚。臺灣民族考古學的百年回顧。全文可見《邊疆民族考古與 民族考古學集刊》。(2009)。